# Parafia św. Jana Chrzciciela w Trzęsinach
Parafia św. Jana Chrzciciela w Trzęsinach – parafia należąca do dekanatu Biłgoraj - Północ, w diecezji zamojsko-lubaczowskiej. Została utworzona w 1922 roku. Prowadzą ją księża diecezjalni.

## Historia
W 1902 roku prawosławni w trzęsinach zbudowali drewnianą cerkiew, staraniem prawosławnych zakonnic z Monasteru św. Antoniego w Radecznicy. Zakonnice przez pewien czas prowadziły szkołę w Trzęsinach w budynku obecnej plebanii. W 1902 roku przy cerkwi rezydował pop w charakterze kapelana. Podczas I wojny światowej, w 1915 roku, cerkiew została zamknięta. Po zakończeniu wojny cerkiew została zaadaptowana na kościół filialny parafii w Radzięciniu, msze święte w niedziele i święta odprawiali oo. Bernardyni z Radecznicy. 
15 października 1922 roku kościół został poświęcony przez ks. dziekana szczebrzeszyńskiego Andrzeja Wadowskiego, a bp Marian Fulman erygował w Trzęsinach parafię pw. św. Jana Chrzciciela, z wydzielonego terytorium parafii Radzięcin i parafii Szczebrzeszyn. W 1923 roku dobudowano zakrystię. W latach 1933–1934 kościół został przebudowany i powiększony. W 1943 roku wieś została przez Niemców wysiedlona do obozu z Zwierzyńcu. W 1948 roku parafię odwiedził bp lubelski Stefan Wyszyński. W 1955 roku zdjęto cerkiewną kopułę, a w 1957 roku ukończono budowę wieży.
W latach 2019–2021 przeprowadzono generalny remont zabytkowego kościoła.
Na terenie parafii jest 1170 wiernych w miejscowościach: Trzęsiny, Czarnystok, Smoryń, Wólka Czarnostocka, Żelebsko.
Proboszczowie parafii:
1925–1928. ks. Józef Gładysz
1928–1929. ks. Andrzej Prejs
1929–1930. ks. Adam Padziński
1930–1932. ks. Zygmunt Pisarski
1932–1936. ks. Jan Ołdak
1936–1945. ks. Józef Perskiewicz
1945–?. ks. Kazimierz Gąsiorowski
1953–1957. ks. Jan Mazur
 ? – ?
1970–1996. ks. kan. Wacław Daruk
1996– nadal. ks. kan. Julian Brzezicki